# Alfabeto arumeno
L'alfabeto arumeno è l'alfabeto utilizzato per trascrivere i suoni della lingua arumena. È basato sull'alfabeto latino, sebbene siano presenti caratteri specifici di quest'alfabeto.
La versione attualmente utilizzata è stata suggerita nel 1997 al Symposium for Standardisation of the Aromanian Writing System a Bitola ed è stato adottato praticamente da tutte le comunità arumene.

## L'alfabeto
L'alfabeto è costituito da 34 lettere, 7 delle quali sono digrammi
| Lettera | IPA            | Note                                                                                              |
| ------- | -------------- | ------------------------------------------------------------------------------------------------- |
| A a     | /a/            | -                                                                                                 |
| Ã ã     | /ə/            | In alcune pubblicazioni è usata la "Â â"                                                          |
| B b     | /b/            | -                                                                                                 |
| C c     | /k/, /tʃ/      | /k/ se seguita da "a", "o", "u" o da consonante; /tʃ/ se seguita da "e" o "i"                     |
| D d     | /d/            | -                                                                                                 |
| Dh dh   | /ð/            | Usata solo per particolari accenti, altrimenti si usa la "d"                                      |
| Dz dz   | /dz/           | -                                                                                                 |
| E e     | /ɛ/            | -                                                                                                 |
| F f     | /f/            | -                                                                                                 |
| G g     | /g/, /dʒ/, /ɣ/ | /g/ prima di "a", "o", "u" o di una consonante (/ɣ/ in alcuni dialetti), /dʒ/ prima di "e" ed "i" |
| H h     | /h/            | -                                                                                                 |
| I i     | /i/            |                                                                                                   |
| J j     | /ʒ/            |                                                                                                   |
| K k     | /k/            | Solo in parole di origine straniera                                                               |
| L l     | /l/            | -                                                                                                 |
| Lj lj   | /ʎ/            | Lo si trova nell'alfabeto macedone latino                                                         |
| M m     | /m/            | -                                                                                                 |
| N n     | /n/            | -                                                                                                 |
| Nj nj   | /ɲ/            | Lo si trova nell'alfabeto macedone latino                                                         |
| O o     | /o/            | -                                                                                                 |
| P p     | /p/            | -                                                                                                 |
| Q q     | /k/            | di solito in parole di origine straniera                                                          |
| R r     | /r/            | -                                                                                                 |
| S s     | /s/            | -                                                                                                 |
| Sh sh   | /ʃ/            | - si pronuncia come "sciopero"                                                                    |
| T t     | /t/            | -                                                                                                 |
| Th th   | /θ/            | Solo in particolari accenti, altrimenti si usa la t                                               |
| Ts ts   | /ts/           | - si pronuncia come "zz"                                                                          |
| U u     | /u/            | -                                                                                                 |
| V v     | /v/            | -                                                                                                 |
| W w     | /w/            | Solo nelle parole straniere                                                                       |
| X x     | /ks/, /gz/     |                                                                                                   |
| Y y     | /ɣ/, /j/       | /ɣ/ prima "e" ed "i", /j/ in parole straniere                                                     |
| Z z     | /z/            | -                                                                                                 |

## Storia
Prima dell'adattamento al sistema di scrittura corrente, l'arumeno veniva scritto utilizzando una vasta gamma di sistemi, inclusi l'alfabeto greco e cirillico.
Con la standardizzazione del rumeno, strettamente collegato con l'arumeno, e con l'apertura di scuole rumene nei Balcani meridionali, l'alfabeto rumeno venne usato per scrivere l'arumeno.
Negli anni ottanta e novanta, ci fu una nuova spinta per la creazione di un sistema standard di scrittura. Si iniziò ad insegnare l'arumeno nelle scuole della Macedonia, dell'Albania e della Romania. Membri di svariate società arumene nel mondo tengono periodicamente conferenze a distanza di qualche anno, tutte con lo scopo principale di promuovere un alfabeto arumeno standard.